# Blizzard de Green Bay
Stade
Le Blizzard de Green Bay (en anglais : Green Bay Blizzard) est une franchise américaine de football américain en salle située à Green Bay, dans l'État du Wisconsin. L'équipe, créée en 2003, a été membre de l'arenafootball2. Depuis 2010 l'équipe est membre de l'Indoor Football League. Elle joue ses matchs à domicile au Resch Center.

## Saison par saison
| Saison | Vic. | Déf. | Nuls | Class.            | En playoffs                |
| 2003   | 2    | 14   | 0    | 5e NC Midwest     | --                         |
| 2004   | 6    | 10   | 0    | 4e NC Midwest     | --                         |
| 2005   | 9    | 7    | 0    | 3e AC East        | Défaite au 1er tour        |
| 2006   | 10   | 6    | 0    | 1e AC East        | Défaite ArenaCup VII       |
| 2007   | 9    | 7    | 0    | 2e AC Midwest     | Défaite en AC Championship |
| 2008   | --   | --   | --   | --                | --                         |
| Total  | 40   | 47   | 0    | (inclus playoffs) | (inclus playoffs)          |